# 亨內施泰克山
47°53′0″N 15°21′0″E / 47.88333°N 15.35000°E

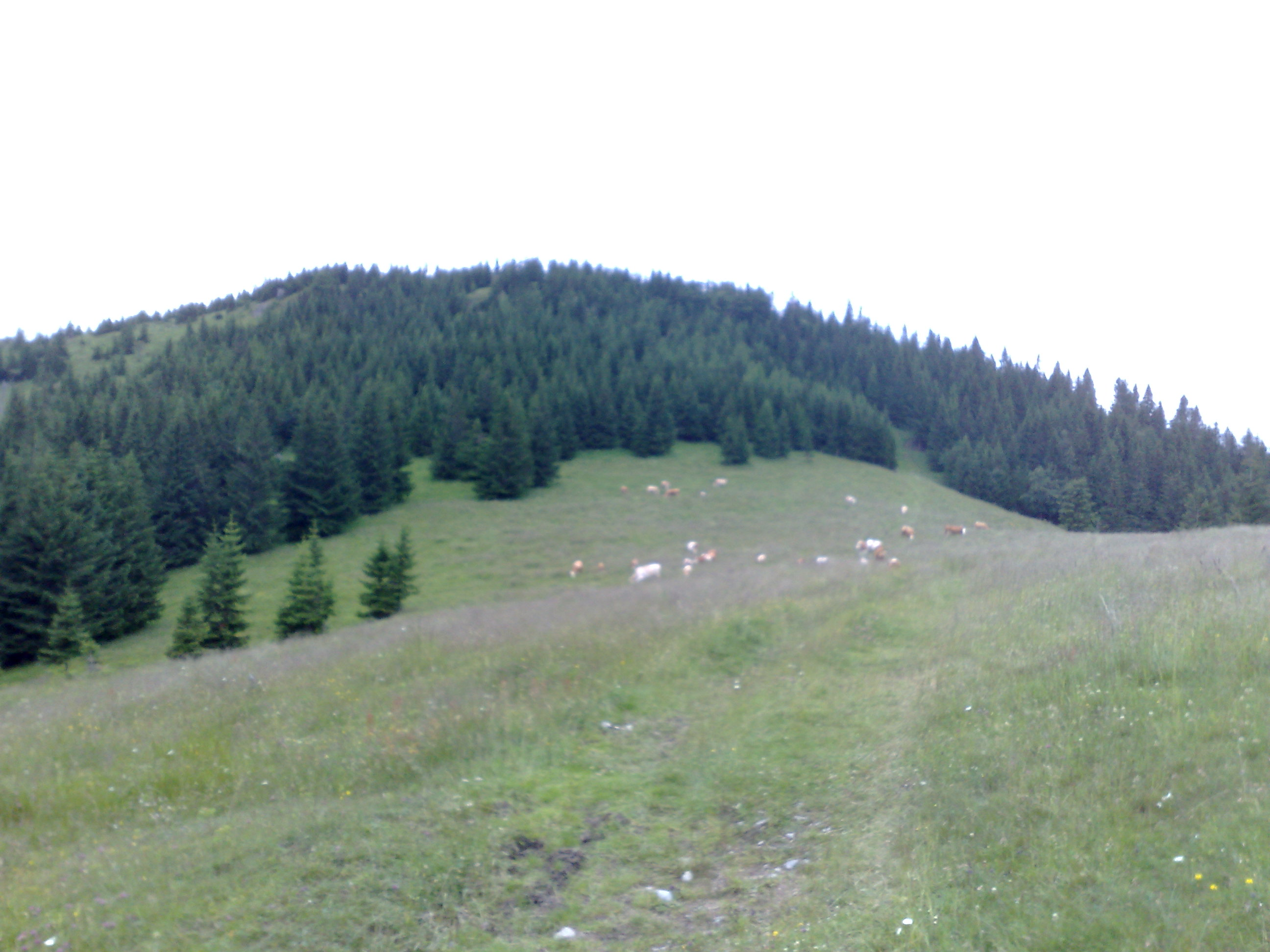

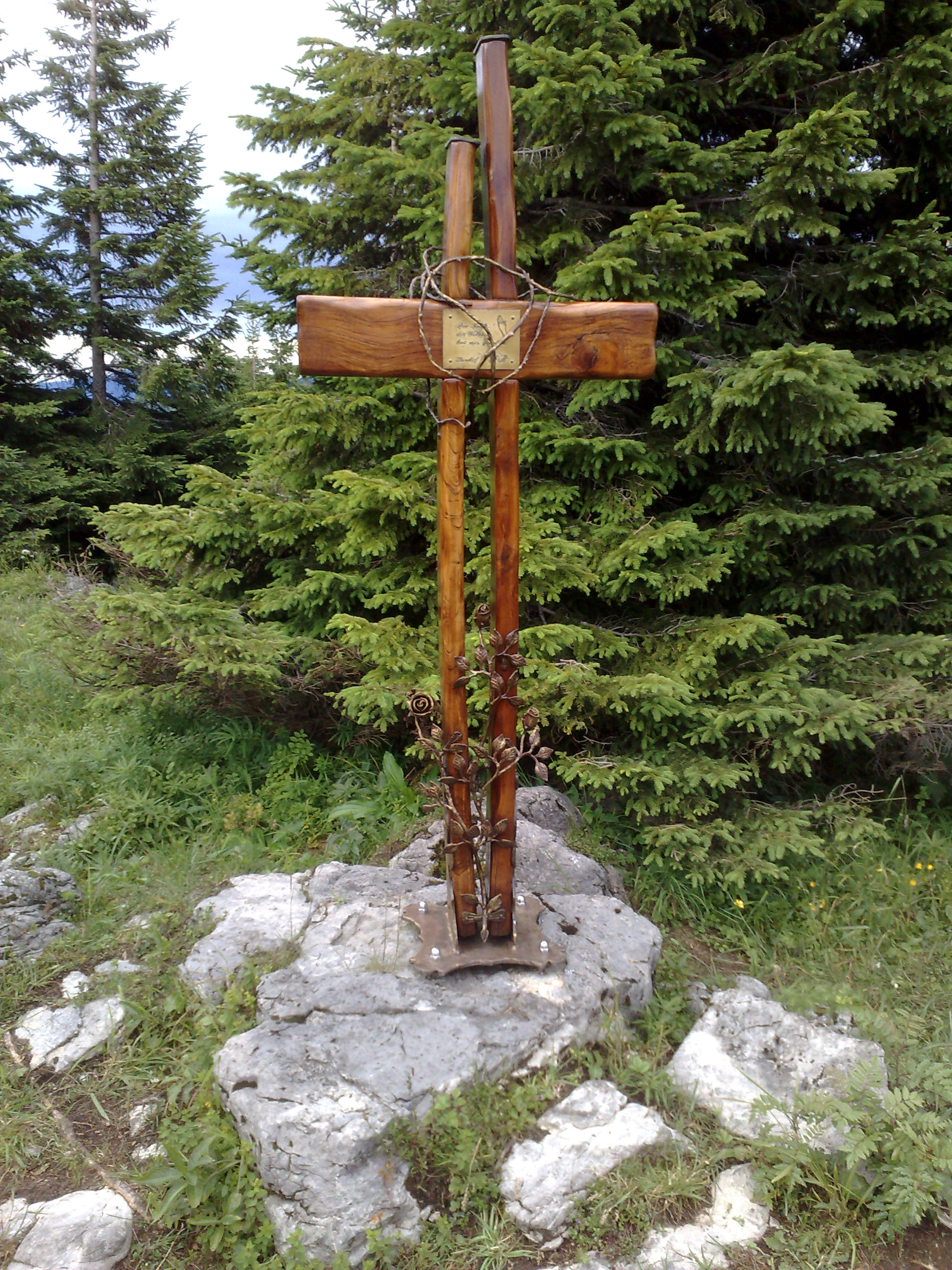

亨內施泰克山（德語：Hennesteck），是奧地利的山峰，位於該國東北部，由下奧地利州負責管轄，屬於蒂爾尼茨阿爾卑斯山脈的一部分，距離蒂羅勒科格爾山4.5公里，海拔高度1,334米。